# Megalothrips schuhi
Megalothrips schuhi är en insektsart som beskrevs av J. C. Crawford 1947. Megalothrips schuhi ingår i släktet Megalothrips och familjen rörtripsar. Inga underarter finns listade i Catalogue of Life.